# 上层阶级

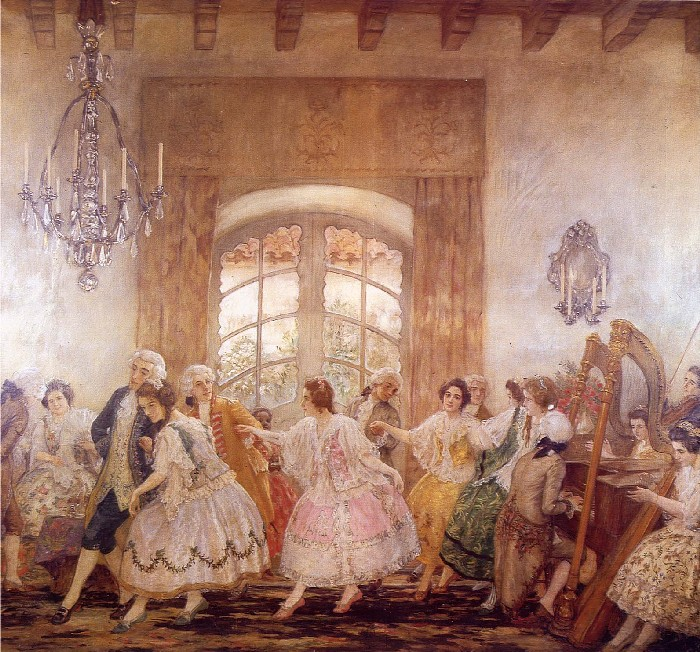
上层阶级

现代社会中的上层阶级是由社会地位最高、通常是阶级社会中最富有的成员以及拥有最大政治权力的人组成的社会阶层。
在这一观点下，上层阶级通常以巨额财富为特征，这些财富往往代际继承。
在20世纪之前，人们更加强调“贵族阶层”，这一概念突出的是代代相传的贵族身份，而不仅仅是近代获得的财富。
由于一个社会的上层阶级可能已不再直接统治他们所居住的社会，他们通常被称为旧上层阶级，并且在文化上常常与在现代社会民主制度中主导公共生活的新兴富裕中产阶级有所区别。按照传统上层阶级的观点，个人的财富或名声无论多么显赫，如果其出身背景不显赫，也无法成为上层阶级的一员。要想被视为上层阶级的一部分，必须出生于该阶层的家庭，并在特定的方式下成长，以理解并共享上层阶级的价值观、传统和文化规范。该术语通常与上中产阶级、中产阶级、工人阶级等词汇一起使用，用于构建社会分层的模型。

## 历史含义

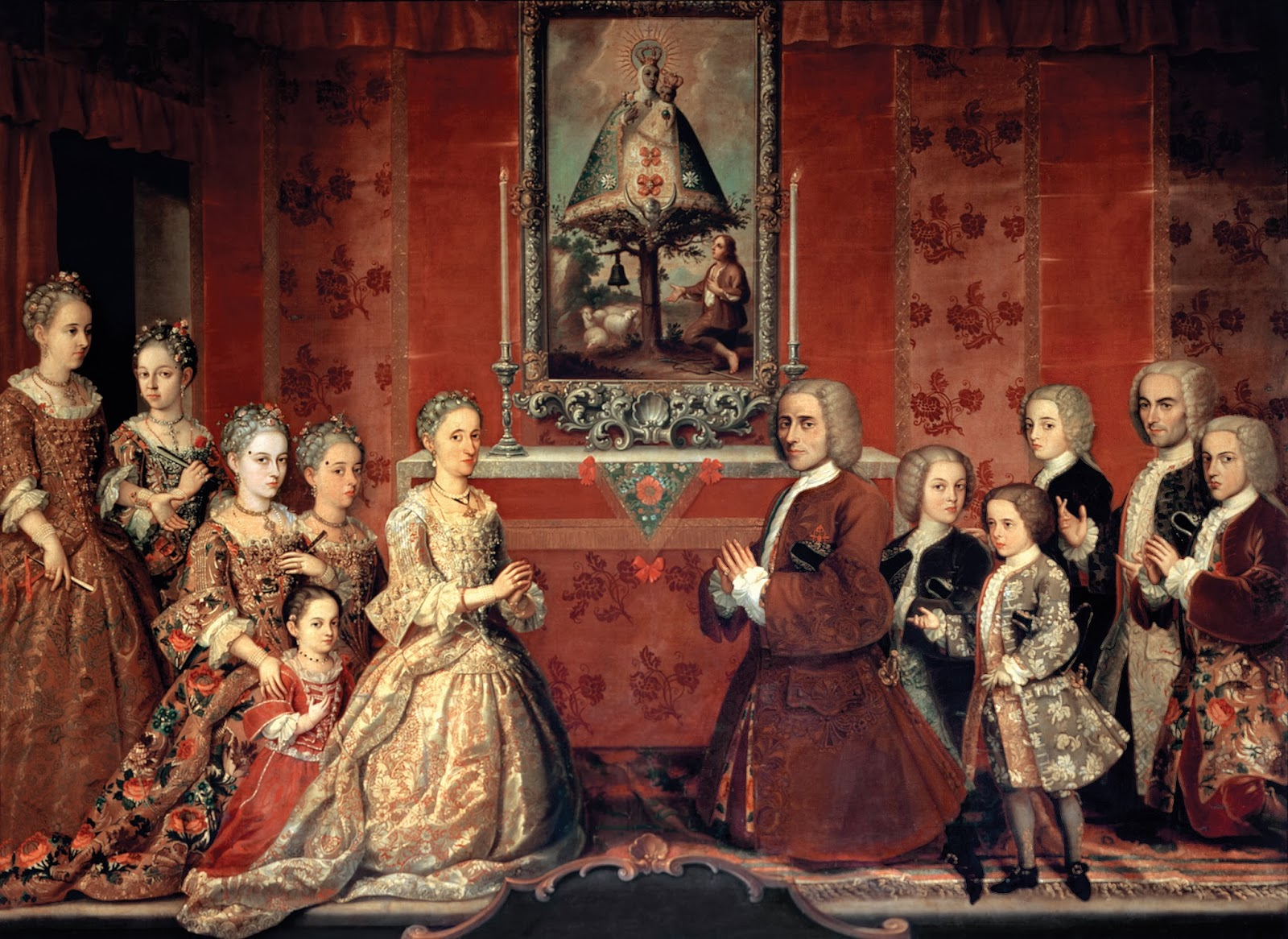
1730年左右的法戈阿加·阿罗斯奎塔家族画像，画家不详。该家族是新西班牙墨西哥城的上层阶级之一。

在一些文化中，历史上的上层阶级成员通常不需要靠工作谋生，因为他们的生活由收益或继承的投资（通常是房地产）所支撑，尽管他们实际拥有的金钱可能少于商人。
上层阶级的地位通常来源于家庭的社会位置，而非个人的成就或财富。上层阶级的成员大多由贵族、统治家族、有头衔者及宗教领袖等组成。这些人通常是生于该阶层，历史上社会阶层之间的流动性较低。

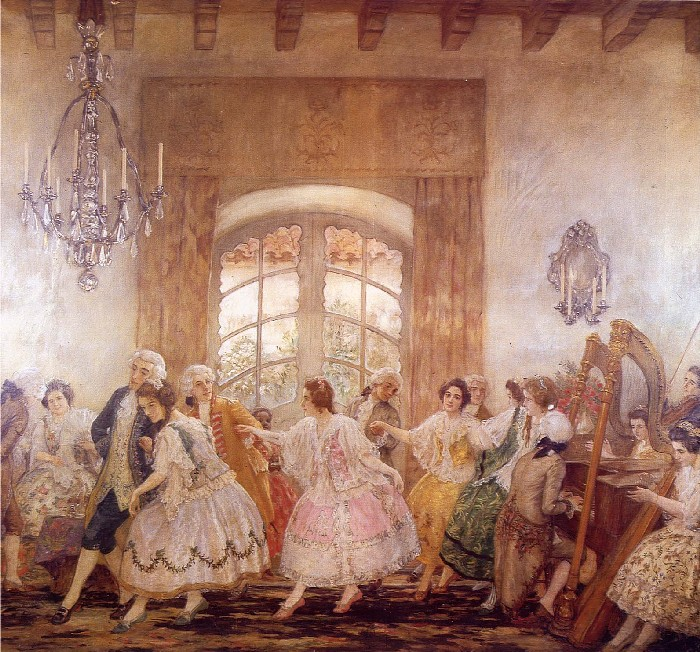
佩德罗·苏贝尔卡索绘制的殖民时期智利舞会场景。在西班牙帝国的美洲殖民地，上层阶级主要由欧洲人和出生于美洲的西班牙人构成，并深受欧洲风尚影响。

在许多国家，“上层阶级”一词通常与世袭土地所有权密切相关。在许多前工业社会中，尽管其他社会阶层在法律上并不被禁止拥有土地，但政治权力往往掌握在土地拥有者手中。欧洲的上层土地所有者通常也是有头衔的贵族成员，尽管并不一定如此——贵族头衔的普及程度在不同国家间差异很大。一些国家的上层阶级几乎完全没有头衔，例如波兰-立陶宛联邦的什拉赫塔阶层。

## 大不列颠及爱尔兰

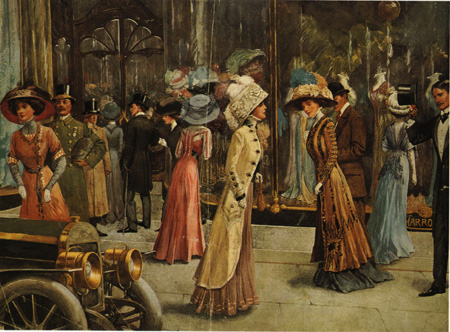
1909年伦敦的高端百货公司哈罗德百货

在大不列颠和爱尔兰，“上层阶级”传统上包括拥有土地的乡绅阶层以及拥有世袭头衔的贵族家庭。大多数中世纪之后的贵族家庭起源于商人阶层，并在14世纪至19世纪期间被授予贵族头衔，同时与旧有的贵族和乡绅阶层通婚。
自第二次世界大战以来，这一术语也开始用于指代富有且有权势的管理阶层与专业阶层成员。
自1922年爱尔兰独立以来，上层阶级在爱尔兰共和国几乎已经消失。由英国君主授予的爱尔兰贵族头衔在爱尔兰宪法中不被承认。当代爱尔兰通常被认为是一个由工人阶级与中产阶级构成的双层社会结构（除少数富有的亿万富翁外）。

## 美国

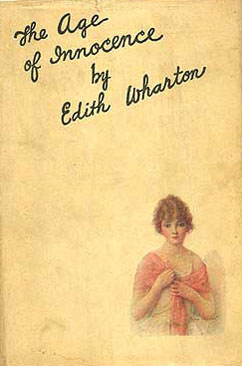
伊迪丝·华顿1920年获得普利策奖的小说《纯真年代》首版封面，该小说背景设定在19世纪70年代的纽约上层社会

美国的上层阶级是一个社会群体，由那些因经济财富而拥有最高社会地位的人组成。
据估计，美国的上层阶级人口占比不足1%。根据2001年至2012年的盖洛普民调数据，在自我认同方面，98%的美国人会将自己归为其他五个社会阶层术语中的一类，其中48%到50%的人认为自己是“中产阶级”。
美国上层阶级的主要特征是能够通过资产管理和投资等方式，从财富中获得巨额收入，而不是依赖于薪资劳动来维持生计。尽管如此，当今的大多数上层阶级成员仍会从事某种形式的工作，这与过去的上层阶级有所不同。
在当代社会学家（如詹姆斯·亨斯林和丹尼斯·吉尔伯特）的研究中，成功的企业家、首席执行官、投资银行家、风险投资家、继承巨额财富的人、知名人士，以及少数专业人士，通常被视为上层阶级的一部分。 不同的上层阶级家庭之间可能存在社会声望的差异。例如，一位A-list演员的社会声望可能不如一位前美国总统， 但所有这些人都因其极高的影响力和财富而被认为属于上层阶级。
在美国财富顶端的阶层中，2004年亿万富翁人数大幅增加。据《福布斯》杂志报道，美国目前有374位亿万富翁。自1980年代初以来，这一数量增长迅猛，当时《福布斯400富豪榜》上个人的平均净资产为4亿美元，而今天，平均净资产已达到28亿美元。
上层阶级家庭……主导着美国的企业界，并在国家的政治、教育、宗教和其他制度中拥有不成比例的影响力。在所有社会阶层中，上层阶级成员也拥有最强的团结感和“同类意识”，这种意识超越国界，甚至遍及全球。——威廉·汤普森 & 约瑟夫·希基，《聚焦社会》，2005
自1970年代以来，美国的收入不平等不断加剧，其中最顶层的1%（主要是前0.1%）的收入增长远超社会其他群体。 前联邦储备委员会主席艾伦·格林斯潘也将此现象视为对社会的威胁，称其为“一个非常令人不安的趋势”。
根据威廉·多姆霍夫在其著作《谁统治美国？》中的观点，美国财富的分配状况是上层阶级影响力的最突出体现。美国最顶层的1%人口拥有大约34%的财富，而底层80%的人口则仅拥有约16%的财富。这种巨大差距清楚地展现了美国在绝对意义上财富分配的不平等。
1998年，《纽约时报》的专栏作家鲍勃·赫伯特首次将现代美国的富豪群体称为“捐赠者阶层”。他将这个阶层定义为一个极小的群体，仅占总人口的四分之一个百分点，但他们的钱能买到大量的政治通道和影响力”。这一说法强调了政治捐款与权力之间的紧密联系。  
此后，相关研究与报道也揭示了“捐赠者阶层”在美国选举中的巨大影响。例如，2016年总统选举期间，《纽约时报》指出，主要政治捐款几乎都来自少数富裕家族，这些家族通过资助超级政治行动委员会左右政治议程和候选人立场。  
在美国政治结构中，这种现象引发了对“金钱政治”的广泛关注和批评，认为它削弱了普通公民在民主过程中的发言权。